# Potcoava
Potcoava – miasto w Rumunii, w okręgu Aluta. Liczy 6111 mieszkańców (2002).